# Betulius Verlag
Der Betulius Verlag war ein christlich orientierter Buchverlag aus Stuttgart.
Der Verlag wurde 1993 gegründet und erinnert im Namen an den Stuttgarter Antiquar und Verleger Johann Christoph Betulius (1728–1791). Schwerpunkt des Verlags bildeten christliche Literatur und Lebenshilfe, auch als Hörbücher, sowie Regionalliteratur für den Stuttgarter Raum. 2022 wurde der Verlag aufgelöst. Die Verlagsrechte des Autors Pater Jörg Müller wurden im gleichen Jahr von Dietmar Schmitt Media aus Trier übernommen.  

## Autoren (Auswahl)
- Jörg Müller
- Bischof Walter Mixa
- Eduard Mörike
- Manfred Mergel
- Gerhard Dollinger
- Herbert Vinçon